# یکست
یکست (انگلیسی: Yext) شرکت نرم‌افزار آمریکایی است، که در سال ۲۰۰۶ تأسیس شد.